# Vestalaria
Vestalaria is een geslacht van libellen (Odonata) uit de familie van de beekjuffers (Calopterygidae).

## Soorten
Vestalaria omvat 5 soorten:
- Vestalaria miao (Wilson & Reels, 2001)
- Vestalaria smaragdina (Selys, 1879)
- Vestalaria velata (Ris, 1912)
- Vestalaria venusta (Hämäläinen, 2004)
- Vestalaria vinnula Hämäläinen, 2006